# Ośrodek Zapasowy 15 Dywizji Piechoty
Ośrodek Zapasowy 15 Dywizji Piechoty (OZ 15 DP) – oddział piechoty Wojska Polskiego, nie istniejący w czasie pokoju.

## Formowanie i organizacja
Ośrodek Zapasowy 15 Dywizji Piechoty nie istniał w organizacji pokojowej Wojska Polskiego. Był Jednostką mobilizowaną zgodnie z planem mobilizacyjnym „W”, w II rzucie mobilizacji powszechnej, w czasie X+8. Jednostką mobilizującą Ośrodek Zapasowy 15 Dywizji Piechoty był 61 pułk piechoty. Ośrodek miał być formowany według organizacji wojennej L.3010/mob.org., ukompletowany zgodnie z zestawieniem specjalności oraz uzbrojony i wyposażony zgodnie z wojennymi należnościami materiałowymi. W skład ośrodka zapasowego ramowo wchodziło:
- dowództwo ośrodka zapasowego,
- kompania gospodarcza ośrodka zapasowego,
- kompania podchorążych rezerwy ośrodka zapasowego,
- trzy bataliony ośrodka zapasowego po trzy kompanie strzeleckie i jednej kompanii ckm,
- pluton przeciwpancerny ośrodka zapasowego,
- pluton pionierów ośrodka zapasowego,
- pluton łączności ośrodka zapasowego,
- pluton zwiadowców ośrodka zapasowego[3].

Po zmobilizowaniu wszystkich jednostek przewidzianych planem "W" w ramach mobilizacji alarmowej, w koszarach 61 pułku piechoty i 62 pułku piechoty w Bydgoszczy oraz w koszarach 59 pułku piechoty w Inowrocławiu pozostały znaczne nadwyżki osobowe rezerwistów oraz kadry stałej niezbędnej do sformowania i pracy z uzupełnieniami.  
Nadwyżki te sformowano w Oddziały Zbierania Nadwyżek poszczególnych pułków piechoty. Z końcem sierpnia 1939 z 61 pp wyjechało transportem kolejowym dowództwo Ośrodka Zapasowego 15 Dywizji Piechoty do planowanego miejsca mobilizacji w Sandomierzu pod dowództwem ppłk Józefa Wyziny. Jako pierwszy do Sandomierza wyjechał Oddział Zbierania Nadwyżek 62 pp z Bydgoszczy transportem kolejowym. Oddział liczył około 600 żołnierzy pod dowództwem mjr. Mieczysława Makarewicza. OZN 62 pp przybył 30 sierpnia do miejscowości Wielowieś koło Sandomierza. W związku z dalszym napływem rezerwistów do koszar 62 pułku w ramach mobilizacji powszechnej zorganizowano przez ppłk. Stanisława Boehma w 62 pp batalion nadwyżek, którego dowództwo objął kpt. Kazimierz Rogoziewicz. Batalion nadwyżek 62 pp wymaszerował z Bydgoszczy w nocy 2/3 września 1939 i skierował się przez Solec Kujawski na Toruń. W dalszym marszu dotarł do Włocławka, skąd został przewieziony na odległość 50 kilometrów transportem kolejowym. Ze względu na uszkodzenie torów kolejowych w wyniku bombardowań przez niemieckie lotnictwo, dalszy marsz batalion nadwyżek 62 pp w kierunku Sochaczewa odbył pieszo. 9 września w trakcie przejścia przez most na rzece Bzura w Sochaczewie, batalion nadwyżek 62 pp został ostrzelany przez niemiecką artylerię i broń maszynową. Batalion uległ częściowemu rozbiciu. Część batalionu nadwyżek 62 pp pod dowództwem ppłk. Stanisława Boehma przeszła przez Sochaczew, a następnie dotarła do składu OZ 15 DP w Sandomierzu. Natomiast pozostała część zebrała się w lasach na północ od Sochaczewa i po przeprawieniu się przez Bzurę w dole rzeki przedarła się przez Puszczę Kampinoską do Warszawy.  
Zorganizowany w koszarach 61 pp w Bydgoszczy Oddział Zbierania Nadwyżek 61 pp pod dowództwem mjr. Mariana Szultza wyruszył z Bydgoszczy marszem pieszym 3 września celem dołączenia do OZ 15 DP w Sandomierzu. Oddział maszerował przez Solec Kujawski, Toruń, Aleksandrów Kujawski dotarł do Włocławka, gdzie został załadowany na transport kolejowy. Po przebyciu około 10 kilometrów  ze względu na uszkodzenie torów został wyładowany i podjął dalszy marsz pieszy, przez Kowal, Gostynin, Gąbin, Sanniki, Sochaczew, Żyrardów, Mszczonów, Grójec, Białobrzegi dotarł do Radomia. W Radomiu OZN 61 pp został skierowany na Puławy, skąd przez Lublin dotarł do Chełma Lubelskiego, gdzie wreszcie dołączył do OZ 15 DP Z napływających dalszych nadwyżek zorganizowano batalion nadwyżek 61 pp pod dowództwem kpt. Feliksa Kocińskiego, który wyszedł z Bydgoszczy w kilkanaście godzin później 3 września wraz z wycofującymi się oddziałami 15 DP. Batalion nadwyżek 61 pp  miał również dołączyć do OZ 15 DP w Sandomierzu, ale po otrzymaniu informacji o odcięciu drogi na południe przez czołowe oddziały niemieckie, maszerował trasą w kierunku na Warszawę. Został on rozbity podczas przeprawy przez rzekę Bzurę. W dniach 28 sierpnia-1 września w koszarach 61 pp zorganizowano batalion szkolny Przysposobienia Wojskowego liczący 400 lub 4000 ochotników-junaków? Dowodził nim mjr st. spocz. Eugeniusz Sokołowski. Batalion ten miał dołączyć do OZ 15 DP w Sandomierzu. W batalionie uzbrojenie miała jedynie jedna kompania. Batalion PW od 3 września podjął masz za OZN 61 pp w kierunku Lubrańca i Lubienia Kujawskiego skąd doszedł do wsi Łanięta. W Łaniętach batalion PW został umundurowany i uzbrojony. 10 września batalion PW dotarł do Sochaczewa, gdzie podczas przejścia przez rzekę Bzurę został rozproszony w ogniu niemieckiej artylerii i broni maszynowej. Większa część batalionu zdołała się zebrać w lasach na północ od Sochaczewa, a następnie przedostała się przez Puszczę Kampinoską do Modlina. Skąd przez Jabłonnę, Henrykowo, Ząbki, Garwolin podjął dalszy marsz w kierunku na Lublin., gdzie miał przebywać OZ 15 DP. 14 września batalion PW otrzymał rozkaz powrotu do Warszawy. Podczas marszu na Warszawę 15 i 16 września toczył walki z oddziałami niemieckimi. Podczas drugiej z walk w rejonie Anina batalion został rozbity przez niemiecki oddział pancerny.  
W trakcie mobilizacji alarmowej 59 pułku piechoty pozostały nadwyżki osobowe spośród zmobilizowanych rezerwistów i pozostałej części kadry stałej pułku oraz nadwyżka sprzętu i broni. Z chwilą ogłoszenia mobilizacji powszechnej 31 sierpnia 1939 napłynęli do koszar pułku w Inowrocławiu dalsi powołani rezerwiści. Pozostałe po zakończeniu mobilizacji nadwyżki 59 pp były tak duże, że zorganizowano je w Oddział Zbierania Nadwyżek 59 pp pod dowództwem majora Mieczysława Wojciecha Skoniecznego. Z posiadanych zasobów zdołano sformować trzy bataliony piechoty (marszowe), które miały wejść docelowo w skład Ośrodka Zapasowego 15 Dywizji Piechoty, który miał być mobilizowany przez 61 pp w Sandomierzu. OZN 59 pp organizowano w koszarach 59 pp w Inowrocławiu i Szkole Wydziałowej na terenie miasta. Dowództwa sformowanych batalionów oddziału sprawowali I - kpt. Marian Kocyłowski, II - kpt. Antoni Grygiel, III - kpt. Karol Lisiogórski. 3 września po osiągnięciu gotowości marszowej został wysłany do Torunia I batalion kpt. Mariana Kocyłowskiego. Batalion ten otrzymał rozkaz oczyszczenia i zabezpieczenia lotniska w Toruniu przed niemiecką dywersją. 5 września wraz z batalionem marszowym 59 pp został przydzielony do 27 Dywizji Piechoty celem odbudowy dywizji po poniesionych stratach w walkach na Pomorzu i na przedmościu bydgoskim. Batalion piechoty OZN 59 pp kpt. Kocyłowskiego został rozwiązany i wszedł w skład 23 pułku piechoty 27 DP. Częścią sił uzupełnił odbudowywany II batalion pułku, a reszta batalionu uzupełniła I i III bataliony 23 pp. Żołnierze 59 pp w składzie 23 pp dzielili dalsze jego losy wojenne. 4 września po południu z Inowrocławia wymaszerowała pozostałość OZN 59 pp pod dowództwem mjr. Mieczysława Skoniecznego miała dołączyć do OZ 15 DP w Sandomierzu. OZN 59 pp nazywano też pułkiem zapasowym 59 pp. Oddział podjął samodzielnie marsz w kierunku Brześcia Kujawskiego, dokąd dotarł w nocy 5/6 września. Tej nocy został załadowany do transportu kolejowego i odjechał w kierunku południowym. Po przejechaniu kilkunastu kilometrów z uwagi na zniszczenie torów został wyładowany z wagonów i podjął dalszy marsz. 13 września przeprawił się przez Bzurę, następnie w kolejnych marszach poprzez Puszczę Kampinoską, Modlin, Jabłonnę, Pragę dotarł do Warszawy. Następnie bataliony OZN 59 pp podjęły marsz w kierunku Sandomierza, po dojściu do Garwolina został zatrzymany przez oddziały niemieckie i zmuszony do odwrotu do Warszawy. Nadwyżkowe bataliony 59 pp w po dotarciu do Warszawy stacjonowały w Cytadeli, po przedarciu się do Warszawy pozostałości 59 pp wraz ze zgrupowaniem 15 DP, z obu oddziałów odtworzono 59 pp pod dowództwem mjr. Wojciecha Skoniecznego.  
Do Ośrodka Zapasowego 15 DP dotarła ze składu OZN 59 pp jedynie kompania gospodarcza pod dowództwem kpt. Władysława Łęckiego. Kompania gospodarcza dysponowała samochodem ciężarowym i dość szybko dotarła do Warszawy, skąd udała się do Lublina i dołączyła do przemieszczającego się przez Lublin OZ 15 DP.
W Sandomierzu od 30 sierpnia do 6 września w OZ 15 DP trwały prace organizacyjne i szkoleniowe. Wyposażono w umundurowanie, sprzęt i uzbrojenie przybyłych żołnierzy. W ramach mobilizacji powszechnej wcielono dalszych zgłaszających się rezerwistów. W trakcie pobytu w Sandomierzu ze względu na potrzebę zorganizowania obrony mostów i linii rzeki Wisły rozkazem zastępcy dowódcy Okręgu Korpusu nr X gen. bryg. Jana Chmurowicza, 5 września zorganizowano załogę Sandomierza początkowo pod dowództwem dowódcy 94 pułku piechoty rez. ppłk. Bolesława Gancarza, a od 6 września ppłk. Antoniego Sikorskiego dowódcy organizowanej Grupy „Sandomierz”. Celem wzmocnienia tej grupy na bazie zmobilizowanych pododdziałów OZ 15 DP sformowano: batalion piechoty mjr. Kazimierza Kruczkowskiego i batalion piechoty nazywany, marszowym ppłk Józefa Wyziny liczącym około 1000 żołnierzy. Batalion mjr. Kazimierza Kruczkowskiego otrzymał nazwę II batalionu 94 pułku piechoty lub według innych źródeł III batalionu 164 pułku piechoty rez. Grupy „Sandomierz”.   
Po wydzieleniu obu batalionów bojowych dla Grupy „Sandomierz” dowództwo OZ 15 DP objął ppłk Stanisław Boehm. Bataliony sformowane w OZ 15 DP obsadziły stanowiska bojowe nad Wisłą 7 września. Następnie OZ 15 DP wycofał się w kierunku wschodnim, dotarł 11 września do Chełma Lubelskiego. W Chełmie do OZ 15 DP dołączył OZN 61 pp dowodzony przez mjr Mariana Szultza. W rejonie Rejowca na bazie OZN 61 pp sformowano batalion piechoty pod dowództwem kpt. Józefa Walusza i wcielono jako II batalion 2 rezerwowego pułku piechoty dowodzonego przez ppłk Stanisława Gumowskiego ze składu XXIX Brygady Piechoty rez. płk Jana Bratry.     
14  września po wydzieleniu w skład XXIX BP batalionu kpt. Józefa Walusza, OZ 15 DP otrzymał rozkaz dalszej ewakuacji na wschód. 15 września przekroczył rzekę Bug w rejonie Dorohuska, a następnie przez Luboml dotarł do Włodzimierza Wołyńskiego. 16 września został sformowany w OZ 15 DP batalion piechoty pod dowództwem kpt. Adama Szczybalskiego, który uzupełniony nadwyżkami saperów otrzymał nazwę batalion piechoty „Kraków” i wszedł w następnych dniach w skład Grupy „Dubno” płk Stefana Hanki-Kuleszy. 17 września na wieść o agresji sowieckiej OZ 15 DP rozpoczął odwrót w kierunku Bugu, który przekroczył 18 września. Przez następne dni pozostałość OZ 15 DP przebywała w lasach na Lubelszczyźnie, gdzie udało się uniknąć rozbicia. 29 września OZ 15 DP znajdował się pomiędzy Lublinem a Kraśnikiem, w kleszczach pomiędzy wojskami niemieckimi i sowieckimi. Z uwagi na powyższe OZ 15 DP został rozwiązany. Ppłk Stanisław Boehm wraz małą grupą żołnierzy z 62 pp dostał się do niemieckiej niewoli w pobliżu miejscowości Szczuczki pod Lublinem.

## Działania bojowe oddziałów sformowanych w OZ 15 DP

### Bataliony OZ 15 DP w składzie Grupy „Sandomierz”
Po sformowaniu 6 września oba bataliony obsadziły stanowiska na wschodnim brzegu Wisły. Batalion mjr Kazimierza Kruczkowskiego obsadził przeprawę pod Tarnobrzegiem. Batalion ppłk Józefa Wyziny znalazł się w odwodzie w rejonie Sokolnik. W ramach porządkowania dowodzenia od 7 września rozkazem ppłk. Sikorskiego, batalion piechoty mjr. Kruczkowskiego podlegał dowódcy odcinka „Tarnobrzeg” ppłk. Stanisława Stryczuli (dowódcy 164 pp rez.). Batalion piechoty ppłk. Józefa Wyziny podlegał bezpośrednio dowódcy grupy. Według innych źródeł: Batalion mjr Kruczkowskiego wszedł w skład odcinka „Sandomierz” dowodzonego przez ppłk. Bolesława Gancarza, organizował obronę przy moście drogowym w Sandomierzu, jedna z kompanii strzeleckich wzmocniona plutonem ckm plot., plutonem przeciwpancernym i plutonem zwiadu konnego zajęła stanowiska na północ od ujścia Sanu do Wisły. Batalion mjr. Kazimierza Kruczkowskiego w tym wypadku nosił nazwę II batalion 94 pp rez.. Wieczorem 10 września do współdziałania z przybyłymi na zachodni brzeg oddziałami 55 DP rez. z Armii „Kraków” został skierowany w rejon Koprzywnicy II batalion 94 pp mjr. Kruczkowskiego. 11 i 12 września bataliony grupy odpierały próby forsowania Wisły przez rozpoznawcze pododdziały niemieckie, prowadząc walkę ogniową przez rzekę. Rano 13 września oddziały 164 pp zostały zepchnięte z pozycji obronnych na linii Wisły w rejonie Tarnobrzegu i Baranowa przez forsujące Wisłę oddziały niemieckiego VII Korpusu Armijnego 27 DP i 68 DP.  
Wieczorem 13 września bataliony w składzie Grupy „Sandomierz” rozpoczęły odwrót znad Wisły jedną kolumną poprzez Tarnobrzeg, Sokolniki, Zbydniów, Radomyśl, a drugą kolumną 94 pp oraz batalion ppłk. Wyziny z artylerią grupy przez Gorzyce, prom na Sanie do okolic Nowin. Po wycofaniu południowego skrzydła Grupy „Sandomierz” za San, od rana 14 września bataliony zajęły nowe stanowiska obronne. Odcinek „Antoniów” 94 pp, a odcinek „Radomyśl” 164 pp. Batalion ppłk. Wyziny jako odwód grupy w lesie koło gajówki Rokitówka 2 kilometry na zachód od Antoniowa. na noc 14/15 września przygotowano natarcie 94 pp w kierunku na niemiecki przyczółek 4 DP na północ od Zawichostu. Na rozkaz gen. dyw. Tadeusza Piskora oddziały grupy wieczorem podjęły marsz w rejon Modliborzyc. Grupa maszerowała w trzech kolumnach: W północnej przez Antoniów, Baraki, Zdziechowice, Potok do Modliborzyc 94 pp. Środkowa przez Radomyśl, Zaklików batalion OZ 15 DP ppłk. Wyziny, II/54 pp, sztab grupy i artyleria grupy. Południowa przez Radomyśl, Gielnię, Bilczów okolice Modliborzyc 164 pp. Marsz odbywał się po piaszczystych drogach, w starciach kolumny północnej z niemieckimi patrolami oraz wśród płonących lasów. O godz. 8.00 wchodzące do Modliborzyc i maszerujące w jego kierunku czołowe bataliony trzech kolumn zostały zbombardowane przez niemieckie lotnictwo ponosząc znaczne straty osobowe, najbardziej ucierpiały II/94 pp, II/54 pp i I/164 pp. Z uwagi na tak duże straty bataliony II/94 pp i II/54 pp połączono w II/94 pp. Natomiast I/164 pp rozwiązano i pozostałości wcielono do II i III batalionów 164 pp. 
Po kilkugodzinnym odpoczynku bataliony Grupy „Sandomierz” odeszły do obrony Janowa Lubelskiego. Batalion ppłk. Wyziny objął obronę odcinka północnego i północno wschodniego. 164 pp obronę z kierunku zachodniego i północno zachodniego, a 94 pp z kierunku południowego i wschodniego. 
O godz. 19.00 15 września oddziały grupy opuściły Janów Lubelski maszerowały w rejon Frampola, gdzie 16 września od rana obsadziły pozycje obronne nad rzeką Ładą. Batalion OZ 15 DP ppłk. Wyziny z dwoma plutonami ppanc ze składu 36 Dywizji Piechoty rez. obsadził pododcinek Abramowo-Radzięcin, na przedpolu przy wsparciu plutonu saperów wykonano zniszczenia, minowania i zawały leśne. Batalion mjr. Kruczkowskiego (III/164 pp) pozostał w odwodzie w rejonie wzg. 316. 17 września broniąc odcinka rzeki Łady grupa ubezpieczała 23 Dywizję Piechoty. Przez cały dzień odpierano patrole rozpoznawcze ze składu niemieckiego VII KA. Wieczorem na 94 pp broniący odcinka od Radzięcina do Karolówki wyszło silne natarcie niemieckiej 27 DP. W krytycznym momencie obrony 94 pp do kontrnatarcia został wprowadzony odwodowy batalion 164 pp mjr. Kruczkowskiego, który powstrzymał dalsze niemieckie natarcie. Na rozkaz dowódcy GO „Jagmin” gen. bryg. Jana Jagmina-Sadowskiego w nocy 17/18 września bataliony rozpoczęły dalszy odwrót poprzez Lipowiec, Zwierzyniec. Podczas marszu kolumna była ostrzeliwana przez niemiecką artylerię i niepokojona przez patrole VII KA W trakcie marszu czołowy batalion OZ 15 DP ppłk. Wyziny przed godz. 5.00 w rejonie wsi Lipowiec został ostrzelany artylerią i ogniem broni maszynowej i zaatakowany. Kompania ckm batalionu zajęła pozycję obronną na wzg.321 i skoncentrowanym ostrzałem powstrzymała natarcie niemieckie. Rano luzujący pododdziały 75 pułku piechoty z 23 DP 164 pp został zaatakowany przez pododdziały niemieckiej 27 DP. Przeciwuderzenie III batalionu dowodzonego przez mjr. Kruczkowskiego doprowadziło do zdobycia wzg. 307 i wzg. 312 i wyparciem niemieckiej piechoty w głąb lasu. W rejonie wsi Sochy i Szozdy bronił 164 pp, batalion OZ 15 DP stanął w odwodzie w południowej części wsi Rudki. Odcinek na linii rzeki Wieprz od Zwierzyńca do Żurawicy obsadził 94 pp. W południe 18 września na pozycje 164 pp uderzył oddział z niemieckiej 27 DP i przełamał pozycje pułku. Kontratak dwóch kompanii batalionu OZ 15 DP odrzucił oddział niemiecki i przywrócił położenie 164 pp. Zarządzony o godz. 15.00 odwrót grupy ubezpieczał batalion OZ 15 DP ppłk. Wyziny będąc w ciągłej styczności z wrogimi oddziałami. Grupa maszerując osiągnęła wieczorem 18 września Podklasztor. Po dotarciu do miejsca docelowego oddziały Grupy „Sandomierz” zajęły obronę na linii rzeki Wieprz. Obronę na odcinku „Majdan” zajął 164 pp, na odcinku „Podklasztor” 94 pp, a odcinek „Wzgórze 352” 1 kompania strzelecka batalionu OZ 15 DP. Reszta batalionu ppłk. Józefa Wyziny w odwodzie za 94 pp, stanowiska batalionów ostrzeliwała niemiecka artyleria. 19 września odcinki obronne grupy ostrzeliwała niemiecka artyleria i atakowało lotnictwo niemieckie, pododdziały niemieckie ze składu 68 DP i 8 DP rozpoznawały walką stanowiska obrony. Po południu artyleria grupy wystrzelała resztę amunicji i wieczorem 19 września bataliony grupy otrzymały rozkaz marszu przez Zielone i Ulów w celu dołączenia do 55 Dywizji Piechoty rez.. Rano 20 września bataliony grupy dołączyły do 55 DP rez. w rejonie Łosieńca. Następnie pod osłoną walczącej 55 DP rez. grupa przemieściła się na południe od Maził. W trakcie marszu była ostrzeliwana przez niemiecką artylerię i niemieckie placówki. W lesie pod Łosieńcem pozostał batalion mjr. Kruczkowskiego wraz ze 164 pp i część batalionu OZ 15 DP, nie mogąc przebić się przez niemieckie okrążenie skapitulowały. Wraz z ppłk. Sikorskim poza pierścieniem okrążenia znalazł się 94 pp i część batalionu OZ 15 DP ppłk. Wyziny. Zgrupowanie, to dotarło do wsi Korzele, a następnie o świcie 21 września do gajówki w lesie koło Płazowa, gdzie za szosą w lesie ostatecznie ostatni oddział Grupy „Sandomierz” ppłk. Sikorski rozwiązał. 

### Batalion piechoty OZ 15 DP w składzie XXIX Brygadzie Piechoty
Po dołączeniu w Chełmie Lubelskim do OZ 15 DP, OZN 61 pp dowodzony przez mjr Mariana Szultza, w rejonie Rejowca. Natychmiast na bazie OZN 61 pp do 13 września sformowano batalion piechoty pod dowództwem kpt. Józefa Walusza, liczył on około 800 żołnierzy. W pobliżu Chełma była formowana XXIX Brygada Piechoty rez. płk Jana Bratry. Brygada była podporządkowana dowódcy Grupy Operacyjnej gen. bryg. Jana Kruszewskiego. Do tej brygady 14 września wcielono jako II batalion 2 rezerwowego pułku piechoty dowodzonego przez ppłk Stanisława Gumowskiego, batalion piechoty kpt. Józefa Walusza. 2 rez. pp jako najszybciej sformowany spośród innych pułków XXIX BP rez. 14 września przeszedł do wsi Krupe i obsadził na rzece Siennica przeprawy i zamknął drogę Krasnystaw-Rejowiec. Po zluzowaniu przez 1 rez. pp, nocą 14/15 września pułk ppłk Stanisława Gumowskiego obsadził przeprawy na rzece Wojsławce, na szosie Krasnystaw-Zamość i na wschód od niej w rejonie Małochwiej. 16 września stanowiska pułku były bombardowane przez lotnictwo niemieckie. Wieczorem 2 rezerwowy pp został skierowany na południe od dotychczasowych stanowisk. Zajął obronę na rzece Wolica na szosie Krasnystaw-Zamość, w rejonie Wólki Orłowskiej i w rejonie Kolonii Orłów. W nocy 16/17 września II batalion 2 rez. pp zorganizował obronę na szosie Izbica-Stary Zamość 2 kilometry od Starego Zamościa. 18 września do 2 rez. pp przybył dowódca brygady płk Jan Bratro i postawił zadanie dla pułku wykonania marszu poprzez Stary Zamość, Chomęciska celem obejścia Zamościa od zachodu i o świcie 19 września wykonania uderzenia na miasto od strony południowo-zachodniej. W tym natarciu, miał z 2 pułkiem współdziałać, 1 rez. pp ppłk Bronisława Szostaka. Zdobycie Zamościa nie zostało skoordynowane z działaniami 39 Dywizji Piechoty rez., która walczyła pod Krasnymstawem i nie mogła wesprzeć walki XXIX BP rez. Natarcie 2 rezerwowego  pp nie zostało również skoordynowane z mającym wesprzeć 2 pułk, 1 rezerwowym pp. 2 pułk nie posiadał artylerii, moździerzy i broni przeciwpancernej. Każdej kompanii przydzielono jedynie po drużynie saperów z materiałami wybuchowymi. Oddziały niemieckie w Zamościu posiadały artylerię, czołgi i wozy pancerne, umocniono podejścia do miasta. Około godz. 22.00 2 pułk wyruszył w kierunku Zamościa. Zajął rejon wyjściowy w lasku na północ od Woli Sitańskiej. W wyniku uciążliwego marszu doszło do rozerwania kolumny marszowej pułku. Na pierwszym postoju stwierdzono brak II batalionu kpt. Walusza. Po podjętych poszukiwaniach przez dowódcę pułku odnaleziono jedną kompanię strzelecką z plutonem ckm. Po północy 20 września po nocnym marszu zdezorganizowany i zmęczony pułk dotarł pod Zamość. Pułk stanął około godz. 3.00 w odległości 4 kilometrów od stacji kolejowej w Zamościu oczekując na dołączenie pozostałej części II batalionu. O godz.3.00 zaatakował miasto od strony północnej 1 pułk, wobec tego przed świtem 2 pułk dotarł do przedmieść Zamościa i zajął podstawy wyjściowe do natarcia. O godz. 4.30 I batalion uderzył na miasto wdarł się przez ul. Szczebrzeszyńską i Bramę Szczebrzeszyńską do Zamościa. Kpt. Walusz z większością II batalionu słysząc odgłosy walk uderzył na miasto od strony północno zachodniej przez ogrody i park. Oba bataliony wdarły się do miasta i opanowały część miasta i połowę rynku Starego Miasta niszcząc butelkami z benzyną kilka czołgów i samochodów ciężarowych. 2 pułk opanował znaczną część centralnej części miasta, walczył w rejonie kolegiaty i pod więzieniem. Na koszary na Przedmieściu Lubelskim uderzył pułkowy oddział rozpoznawczy mjr. rez. Pawła Korytki. Gdy się zrobiło widno około godz.6.00 niemiecka piechota wraz z czołgami i artylerią rozpoczęła kontratak. Czołgi wyjechały z rejonu parku do miasta zamykając ostrzałem ulice. Oddział niemieckiej 2 Dywizji Pancernej sukcesywnie likwidował grupy żołnierzy pułku. Ciężko ranny ppłk Gumowski rozkazał kpt. Romanowi Hospodarewskiemu dowódcy I batalionu wycofać pozostałości pułku doliną rzeki Łabuńki. Oddział rozpoznawczy przedzierał się przez miasto, gdzie został wybity. Rano natarcie 1 pułku załamało się. 2 pułk został rozbity, ranni ppłk Gumowski, mjr Korytko dostali się do niewoli. Również został rozbity II batalion, a kpt. Walusz ranny dostał się do niemieckiej niewoli. W mieście broniły się jeszcze odosobnione grupki żołnierzy. Resztki pułku pod osłoną mgły dotarły do doliny rzeki Łabuńki, a następnie też pod osłoną mgły dotarły do Chomęcisk Starych i Pańskiej Doliny. Z 2 pułku poległo około 50 żołnierzy, ponad 100 zostało rannych i bardzo duża ilość dostała się do niemieckiej niewoli. Brak koordynacji i nieprzekazanie rozkazu odwołującego bezsensowne natarcie na Zamość przekazane przez gen. Kruszewskiego, kładzie się cieniem na sposób dowodzenia brygadą przez płk. Jana Bratro i jego szefa sztaby ppłk. dypl. Pawła Szandruka. 

### Batalion piechoty OZ 15 DP w składzie Grupy „Dubno”
16 września w rejonie Włodzimierza Wołyńskiego został sformowany w OZ 15 DP batalion piechoty pod dowództwem kpt. Adama Szczybalskiego, który uzupełniony nadwyżkami 5 batalionu saperów otrzymał nazwę batalion piechoty „Kraków” i wszedł w skład Grupy „Dubno” pod dowództwem początkowo gen. bryg. st. spocz. Stefana Strzemieńskiego, a następnie płk. Stefana Hanki-Kuleszy. W skład formowanego batalionu piechoty pod dowództwem kpt. Adama Szczybalskiego weszły słabo uzbrojone w starą broń typu francuskiego wydzielone z Ośrodka Zapasowego Saperów nr 3 z Krakowa, 2 kompanie strzeleckie i pluton ckm. Uzbrojenie plutonu ckm stanowiły ckm Hotchkiss wz.25. Z OZ 15 DP w skład batalionu weszło dowództwo batalionu jedna kompania strzelecka i kompania ckm z trzema plutonami ckm Maxim wz.1908. Pododdziały wywodzące się z OZ 15 DP posiadały również starą broń typu niemieckiego. W każdej kompanii strzeleckiej znajdowały się 2-3 rkm. Umundurowanie i oporządzenie batalionu było starego typu i niejednolite. Batalion piechoty kpt. Szczybalskiego otrzymał nazwę „Kraków”. 18 września batalion piechoty „Kraków” wykonał marsz w składzie sił głównych grupy z Demidówki do Szczurowic. W trakcie marszu grupa była atakowana przez lotnictwo sowieckie. Zwalczano dywersyjne grupy ukraińskie, które ostrzeliwały oddziały w trakcie marszu. 19 września kontynuowano dalszy marsz w kierunku południowym ku Kamionce Strumiłowej dochodząc do Radziechowa.     
20 września wobec nadciągających oddziałów sowieckich przed południem Grupa „Dubno” wyruszyła z Radziechowa przez Chołojów. W straży przedniej grupy maszerował batalion „Kraków” po osi Dmitrów, Chołojów, Ruda Sielecka, Łany Polskie, Łapajówka, Kamionka Strumiłowa. O świcie 21 września maszerujący na czele grupy batalion „Kraków” kpt. Szczybalskiego dotarł do mostu na Bugu w Rudzie Sieleckiej, znajdująca się po zachodniej stronie Bugu niemiecka placówka ostrzelała ogniem broni maszynowej i ogniem artylerii batalion, po czym wycofała się. 1 kompania strzelecka batalionu uchwyciła przyczółek, po czym rozkazem dowódcy grupy batalion „Kraków” zajął całością sił przyczółek mostowy i osłaniał dalsze natarcie grupy na Kamionkę Strumiłową. W nocy 21/22 września batalion „Kraków” ubezpieczał siły grupy od północy utrzymywał przyczółek mostowy.     
W nocy 22/23 września Grupa „Dubno” maszerowała w kierunku na Uhnów docierając siłami głównymi o godz. 10.00 23 września do lasu w rejonie wsi Chlewczany i Uhnowa. Grupa wypoczywała, batalion „Kraków” wraz batalionami „Równe” i „Wilno” wszedł w skład improwizowanego pułku piechoty pod dowództwem ppłk dypl. Kazimierza Klochowicza. O godz.1.00 24 września grupa podjęła marsz przez Bruckenthal, Karów, Rzyczki na Rawę Ruską. Od świtu 24 września Zgrupowanie Kawalerii ppłk. Halickiego rozpoczęło walki o Rzyczki leżące na przedpolach Rawy Ruskiej, prowadziło je ze zmiennym szczęściem. Po dotarciu około godz. 17.00 w rejon walk sił głównych Grupy „Dubno”, rozkazem płk. Hanki Kuleszy po zmroku do natarcia przystąpił pułk piechoty ppłk dypl. Klochowicza. W środku ugrupowania pułku nacierał batalion „Kraków”. Podczas rozwijania natarcia pułk został ostrzelany ogniem artylerii niemieckiej. Po wyjściu pułku na skraj lasu bataliony zostały zatrzymane ostrzałem broni maszynowej z toru i szosy Rawa Ruska-Uhnów. Uderzenie na pozycje niemieckie na lewym skrzydle 86 pułku piechoty spowodowało wycofanie się niemieckich wozów pancernych i części piechoty. Po silnym ostrzale własnej artylerii na wzg.271 „Czarne”, zmusił obsadę niemiecką do odwrotu, umożliwiło również zajęcie szturmem o godz. 19.00 wsi Rzyczki. Z powodu wyczerpania żołnierzy wcześniejszym marszem, dalsze natarcie piechoty utknęło. Bataliony piechoty prowadziły walkę ogniową do późnej nocy. Wobec podejścia od tyłu oddziałów sowieckich i niepowodzeniu przebicia się kawalerii grupy, poza Rawę Ruską w kierunku południowym. Dowódca grupy płk Stefan Hanka-Kulesza podjął decyzję kapitulacji Grupy „Dubno” przed niemiecką 2 Dywizją Pancerną. O godz. 5.00 25 września miał wykonać natarcie ze wsparciem dwóch baterii artylerii batalion „Kraków”, celem przebicia się na południe, lecz przed godziną 5.00 natarcie odwołano i rozpoczęto rozmowy kapitulacyjne. Artyleria posiadała ostatnie naboje, a w batalionie pozostało po kilkanaście nabojów na karabin.                      

## Obsada personalna OZ 15 DP
Dowództwo
- Dowódca - ppłk Józef Wyzina (do 6 IX 1939), ppłk Stanisław Boehm

### Oddziały sformowane w OZ 15 DP
Batalion piechoty III/164 pprez. (II/94 pprez.?)
- dowódca batalionu - mjr Kazimierz Kruczkowski
  - adiutant batalionu - ppor. re. Alfred Andrzej Rossowski
  - dowódca 7 kompanii strzeleckiej - por. rez. Władysław Bartyński
  - dowódca 8 kompanii strzeleckiej - ppor. Ludwik Franciszek Ziemski
  - dowódca 9 kompanii strzeleckiej - ppor. Jan Stanisław Mazurkiewicz
  - dowódca 3 kompanii ckm - ppor. rez. Józef Prokop Wackerman

Batalion piechoty OZ 15 DP (marszowy)
- dowódca batalionu - ppłk Józef Wyzina

Batalion piechoty II/2 rezerwowego pp XXIX BP rez.
- dowódca batalionu - kpt. Józef Walusz
  - dowódca plutonu - ppor. rez. Bernard Kubich (+20 IX 1939)

Batalion piechoty „Kraków”
- dowódca batalionu - kpt. Adam Mikołaj Szczybalski
  - zastępca dowódcy batalionu - por. sap. Stefan Paradowski
  - adiutant batalionu - por. rez. Henryk August Hillar
  - dowódca 1 kompanii strzeleckiej - ppor. sap. Tadeusz Henryk Kupski
  - dowódca 2 kompanii strzeleckiej - ppor. rez. Jan Niemiec
  - dowódca 3 kompanii strzeleckiej - kpt. Florian Franciszek Sauer
  - dowódca kompanii ckm - por. Jan Nowosad